# Stepper

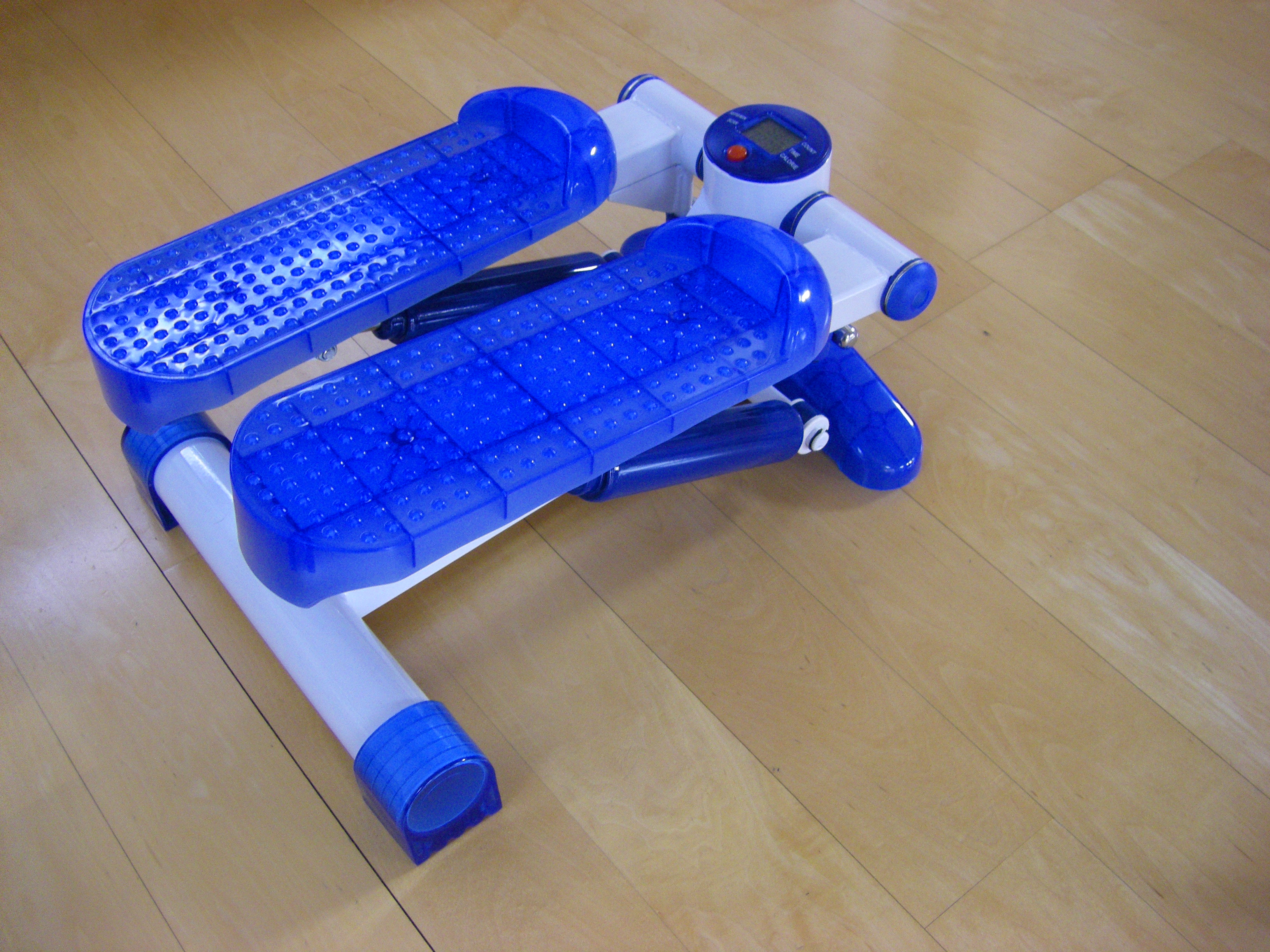
Ministepper prosty z licznikiem

Stepper – stacjonarne urządzenie treningowe do ćwiczenia przede wszystkim dolnych partii mięśni. Ruchy wykonywane na stepperze przypominają chodzenie po schodach lub wspinanie się pod górkę.

## Budowa i rodzaje
Wyróżnia się stepery proste i skrętne. Najprostsze ministeppery mają niewielkie wymiary − składają się z podstawki i pedałów. Bardziej rozbudowane wersje mogą być wyposażone m.in. w licznik (komputer), linki, kolumnę i uchwyty. Duże, profesjonalne steppery z wieloma funkcjonalnościami są często na wyposażeniu klubów fitness i na siłowni. 